# Высокие ставки (фильм, 1989)
«Высокие ставки» — американский фильм 1989 года режиссёра Амоса Коллека.

## Сюжет
Мелани Роуз по кличке Бэмби — уже немолодая проститутка из Нью-Йорка, однажды находит возле своего дома ограбленного и избитого Джона Стрэттона, финансиста с Уолл-стрит. Она берет его к себе на квартиру. Они влюбляются, в ходе разговоров приходят к выводу, что жили неправильно и решают начать жизнь заново. В это время в квартиру приходит подручный сутенёра, парочка вырубает его и крадёт его пистолет и большую пачку денег. Сутенёр Слим, на которого работала Бэмби, похищает её дочь…

## В ролях
- Салли Кёркленд — Мелани Роуз, проститутка по кличке «Бэмби»
- Роберт Люпон — Джон Стрэттон, финансист с Уолл-Стрит
- Сара Геллар — Карен Роуз, шестилетняя дочь Мелани Роуз
- Ричард Линч — Слим, сутенёр
- Эдвард Блэк — подручный Слима
- Кэти Бэйтс — Джилл
- и другие

## Критика
Критиками фильм был охарактеризован как банальная романтическая комедия с условными персонажами и недостоверными событиями, «построенная на трех изношенных сюжетных приемах: шлюха с золотым сердцем; Скрудж раскаивается; и мальчик встречает девочку».
Кинокритик Винсент Кэнби дал разгромную рецензию на фильм в газете «New York Times»:

Убогий маленький фильм, написанный, спродюсированный и поставленный мистером Коллеком. Он снял несколько фильмов, но до сих пор наиболее известен как сын давнего мэра Иерусалима Тедди Коллека.
«Высокие ставки» основан на предпосылке, что Джонатан Демме мог бы превратить в настоящую комедию. Комедия выше талантов мистера Коллека. Его невозмутимость не скрывает остроумия. Это не маскирует ничего, даже амбиции делать фильмы, которые выходят за пределы его понимания.
«Высокие ставки» — это даже не мусор. Это же чушь собачья.
Оригинальный текст (англ.)I don't know. I suppose because it's all in this misbegotten little movie written, produced and directed by Mr. Kollek. He has made a number of movies but is still best known as the son of Jerusalem's longtime Mayor, Teddy Kollek.
High Stakes - which opens today at Loews 19th Street East - is based on a premise that Jonathan Demme might have turned into a real comedy. Comedy is beyond Mr. Kollek's talents. His deadpan doesn't mask wit. It masks nothing, not even an ambition to make movies that outreaches his grasp of them.
High Stakes isn't trash. It's bunkum.
— Vincent Canby — Counting on Vulnerability in 'High Stakes' // [[[New York Times]], 17 Nov. 1989